# Kinkalidia matilei
Kinkalidia matilei är en insektsart som beskrevs av Donskoff 2000. Kinkalidia matilei ingår i släktet Kinkalidia och familjen gräshoppor. Inga underarter finns listade i Catalogue of Life.